# Donautalhütte
Die Donautalhütte ist eine Schutzhütte der Sektion Stuttgart des Deutschen Alpenvereins (DAV). Sie liegt im Naturpark Obere Donau am Rande der Schwäbischen Alb in Deutschland. Es handelt sich um eine Selbstversorgerhütte.

## Lage
Die Donautalhütte befindet sich im Naturpark Obere Donau, am Rand des Weilers Langenbrunn, der zu Beuron im Landkreis Sigmaringen gehört.

## Zustieg

### Mit öffentlichen Verkehrsmitteln
Mit dem Zug fährt man über Sigmaringen oder Tuttlingen ins Obere Donautal bis zum Bahnhof Hausen im Tal. Von dort sind es 1300 m zur Hütte. Die Bushaltestelle „Langenbrunn – Beuron“ ist nur 300 m von der Hütte entfernt und wird regelmäßig bedient.

### Mit dem PKW
In Langenbrunn angekommen fährt man direkt nach rechts und dann nach 100 m links den kurzen Weg zur Donautalhütte hinauf.

## Hütten in der Nähe
Ebinger Haus, 640 m ü. NHN.

## Tourenmöglichkeiten
Unzählige Aussichts-Rundwanderungen mit vielen oder wenigen Höhenmetern sind eingerichtet und ausgeschildert. Es gibt alles vom Premium-Wanderweg bis zu halb vergessenen Pfaden.

## Klettern

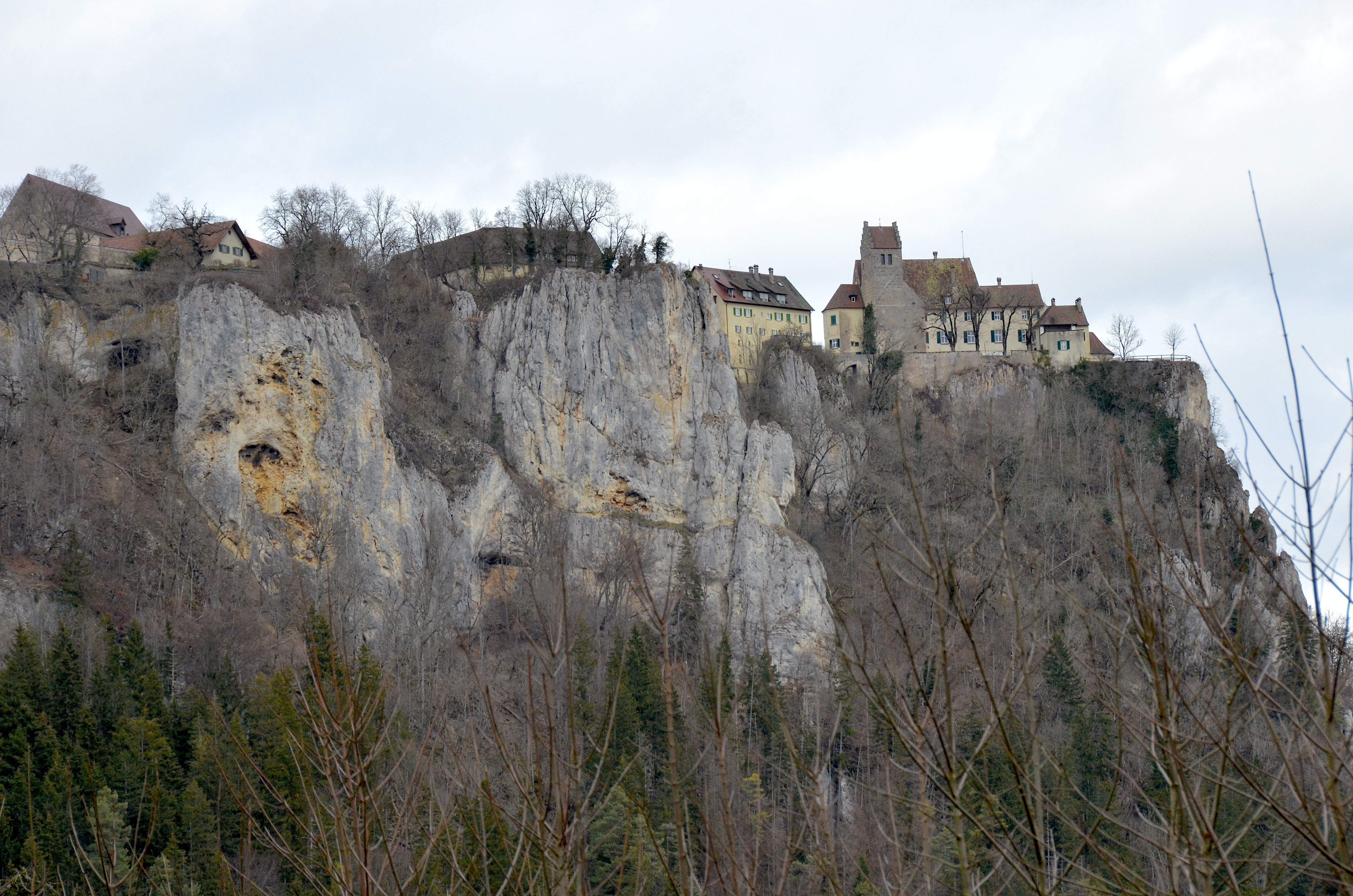
Der Schreyfels mit Dülferverschneidung, Amphitheater, Preußriss und Opakante (von links) und Schloss Werenwag

Das Obere Donautal ist eines der bekanntesten Klettergebiete Deutschlands mit Felsen bis zu 100 m Höhe. Zu Fuß gelangt man in 15 Minuten zum Klettern an den Schreyfels mit seiner legendären „Opakante“. Auf die Hausener Felsen hat man von der Hüttenterrasse einen perfekten Blick. Zu Fuß erreicht man sie in einer Stunde, mit dem Auto in 15 Minuten.

## Mountainbike und Fahrrad
Der Donauradwanderweg führt flach, perfekt ausgebaut und beschildert durch das gesamte Donautal. Tourenvorschläge fürs Mountainbike gibt es zuhauf in einschlägigen Portalen.

## Wintersport
Wenn die Schneelage es zulässt, warten auf der Albhochfläche im Winter zahlreiche Langlaufloipen und auch mehrere Skilifte sind in Betrieb.

## Bootfahren
Ein Bootsverleih steht in Hausen im Tal zur Verfügung, von dort aus kann man bis zu 42 km weit nach Hundersingen paddeln.

## Ausflüge
Beliebte Ausflugsziele in der Region sind Beuron, Sigmaringen, Campus Galli, Heuneburg und die Kolbinger Höhle.

## Karten
- Oberes Donautal: Wanderkarte mit Radwegen, Blatt 51–532, 1:25.000, Beuron, Fridingen a. d. D., Inzigkofen, Meßkirch, Sigmaringen, Stetten a.k.M.: … (NaturNavi Wanderkarte mit Radwegen 1:25.000), Landkarte – Gefaltete Karte, ISBN 978-3-96099-021-5.
- W252 Sigmaringen – Obere Donau (Ost), Zwiefalten: Wanderkarte 1:25.000 (Wanderkarten 1:25.000), Landkarte – Gefaltete Karte, ISBN 978-3-947486-12-0.